# Fabrizio Prada
Fabrizio Prada (nacido en Lovaina, Bélgica, 11 de julio de 1972) es un director de cine, guionista, productor y actor mexicano. Hijo del escritor y científico boliviano Renato Prada Oropeza.

## Biografía
Nació en Lovaina, Bélgica. En 1972, junto con sus padres, se trasladó a Xalapa, México. En 1994 se graduó de la Escuela Internacional de Cine y Televisión en San Antonio de los Baños, Cuba.
Su primera película fue el cortometraje Piedras rodantes, de la que fue guionista y director. Desde entonces dirigió 11, produjo 7 y participó como actor en 4 películas, escribió 10 guiones.
Realizó varias producciones basadas en los guiones que escribió su padre Renato Prada Oropeza. Sus películas largometrajes más famosas son Tiempo real (2002), protagonizada por el actor Jorge Castillo, considerada la primera película de la historia rodada en una sola toma; y  Chiles Xalapeños (2008), protagonizada por las actrices mexicanas Irán Castillo y María Rebeca. Chiles Xalapeños fue la película más pirateada en México.
En 2012 fundó el Festival Mundial de Cine Extremo de Veracruz dedicado a películas de los cinco continentes, largometrajes y cortometrajes, realizadas en condiciones extremas de producción, sin presupuestos ni auspicios.

## Filmografía[6]
- El ocaso del cazador, 2015 - director, guion, productor
- El Sacristán, 2014 - director, guion
- Car Horn (cortometraje), 2011 - director, guion,
- Escrito con sangre, 2011 - director, productor, actor
- Lunch Box (cortometraje), 2010 - director, guion,
- Chiles xalapeños, 2008 - director, guion, productor, actor
- Tiempo real, 2002 - director, guion, productor, actor
- La noche con Orgalia (cortometraje), 2000 - director, guion, productor,
- Más abajo (cortometraje), 1998 - director, guion, productor,
- La cita de Bardini (cortometraje), 1996 - director, guion, productor,
- Ángel el cafenauta (cortometraje documental), 1996 - director, guion,
- En el umbral (cortometraje), 1995 - director, guion,
- Piedras rodantes (cortometraje), 1994 - director, guion,